# Стефан Димитријевић Леон
Стефан Димитријевић Леон (1998, Мунстерлинген, Швајцарска) је српски певач и брејкденс играч. Живи у Јагодини. Прославио се након хита "Оне воле фудбалере" са музичким дуом Ин виво. Такмичио се у четвртој сезони шоу програма Твоје лице звучи познато и победио је у епизоди у којој је имитирао Елвира Лаковића Лаку. Поред својих песама такође је писао песме за друге извођаче.

## Дискографија

### Албуми
Бара (2023)
- Мили мили (са Ди-џеј Архитект)
- Крипто (Ди-џеј Архитект, гост вокал Бресквица)
- Мучо те кјеро
- Она рока
- Боли глава
- Бара
- Сипај
- Црне паре

7. дан  (2024)

### Синглови
- Романтик (2017)
- Паклене улице (2018)
- Лока (2018)
- Карди Б (2019)
- Мерцедес бенц (2019)
- Место злочина (2019)
- Ложиш ме (2019)
- Мала знам те (2019)
- Направићу проблем (2020)
- Ла гитана (2020)
- О боже мој (2020)[5]
- Сама (две верзије са Бресквицом и без ње) (2021)
- Бум бум (2021)
- Пожуда (2021)
- Остављена (2022)
- Јача од времена (2022)
- Ради ради (2022)[6]
- Краљ проблема (2024)
- Провалник (2024)
- Мароко (2025)
- Рипит (2025)

### Дуети и сарадње
- Она воли фудбалере (са Ин вивом)[7]
- Порука (са ди-џеј Таз и Ин вивом)
- Хазардер (са Северином)
- Лавље крзно (са Радом Манојловић)
- За брата мог (са Дадом Полументом)
- Легална (са Мајом Беровић)
- Зидови од шећера (са Цојом и Јанг Палком)
- Није битно (са Фуагом)
- Вози ме (са Ђексоном)
- Црна као ноћ (са Ђексоном )
- Алал вера (са Девитом)
- Само моја (са Аном Милетић)
- Нема силе (са 2Л)
- Мучо те кјеро (са Фоксом)
- Око моје (са Ђексоном)
- Половно  (са  Радом Манојловић)
- Багатела (са Ин вивом)

### Композиције и текстови за друге извођаче
На основу података из Сокоја, организације музичких аутора Србије. Многе песме је радио заједно са музичарем Биеном.
- Анђео (Слоба Радановић)
- Бед бој (Бресквица)
- Вир (Ивана Николић и Емел)
- Без тебе (Весна Ђогани)
- Топ топ (Ђогани)
- Џаба џаба (Ђогани)
- Паралелно (Ђогани)
- Бежи (Едита Арадиновић)
- Само дупло (Раде Лацковић).[8]